# Viola cotyledon
Viola cotyledon Ging. – gatunek roślin z rodziny fiołkowatych (Violaceae). Występuje naturalnie w Chile i Argentynie. 

## Morfologia
PokrójBylina dorastająca do 10–20 cm wysokości, tworzy kłącza.
LiścieBlaszka liściowa ma romboidalny, podługowaty lub równowąski kształt. Mierzy 2–3 cm długości, jest całobrzega lub karbowana na brzegu, ma sercowatą nasadę i ostry wierzchołek. Ogonek liściowy jest nagi. Przylistki są równowąskie.
KwiatyPojedyncze, wyrastające z kątów pędów. Mają działki kielicha o owalnym kształcie. Płatki są odwrotnie jajowate i mają żółtą lub jasnofioletową barwę, dolny płatek jest czworoboczny, posiada obłą ostrogę o długości 10-15 mm.